# إدوين ستانتون
إدوين ماكماسترز ستانتون (بالإنجليزية: Edwin McMasters Stanton)‏ (19 ديسمبر 1814 - 24 ديسمبر 1869) هو محامي وسياسي أمريكي شغل منصب وزير الحرب في إدارة أبراهام لينكون خلال معظم سنوات الحرب الأهلية الأمريكية. ساعدت إدارة ستانتون في تنظيم الموارد العسكرية الضخمة في الشمال وقيادة الاتحاد نحو النصر. كما نظم عملية مطاردة جون ويلكس بوث قاتل لينكون. ومع ذلك، فقد انتقده العديد من جنرالات الاتحاد بسبب حذره المفرط وأسلوبه الإداري المفصل.
بقي ستانتون وزيرا للحرب بعد اغتيال لينكون وفي عهد الرئيس الجديد أندرو جونسون خلال السنوات الأولى من عصر إعادة الإعمار. وعارض سياسات جونسون المتساهلة تجاه الولايات الكونفدرالية السابقة. وقد أدت محاولة جونسون لفصل ستانتون في نهاية المطاف إلى سحب الثقة عن الرئيس جونسون من قبل الجمهوريين الراديكاليين في مجلس النواب. عاد ستانتون إلى القانون بعد تقاعده من وزارة الحرب، وفي عام 1869 تم ترشيحه كقاضى معاون في المحكمة العليا من قبل خليفة جونسون، الرئيس يوليسيس جرانت؛ بيد أنه توفي بعد أربعة أيام من تأكيد تعيينه من قبل مجلس الشيوخ.

## عائلته ونشأته

### سلفه
قبل الثورة الأمريكية، انتقل أسلاف ستانتون من والديه، والستانتونيون والمايسيون، الذين كانوا صاحبيين، من ماساتشوستس إلى كارولينا الشمالية. في عام 1774، تزوج جد ستانتون، بنجامين ستانتون، من أبيغيل مايسي. مات بنجامين في عام 1800. في ذلك العام، انتقلت أرملة بنجامين إلى الإقليم الشمالي الغربي، بصحبة الكثير من أفراد أسرتها. سرعان ما انضمت ولاية أوهايو إلى الاتحاد، وأثبتت مايسي أنها واحدة من أوائل مطوري الولاية الجديدة. اشترت قطعة أرض في ماونت بليستانت، في أوهايو من الحكومة واستقرت هناك. أصبح أحد أبنائها، ديفيد، طبيبًا في ستوبنفيل، وتزوج من لوسي نورمان، ابنة أحد الارستقراطيين الجنوبيين في فرجينيا (من طبقة المزراعين). قوبل زواجهما بغضب من جماعة الصاحبيين في أوهايو، إذ كانت لوسي ميثودية، وليست صاحبية. أجبر ذلك ديفيد ستانتون على التخلي عن طائفة جمعية الأصدقاء الدينية.

### نشأته وتعليمه
وُلد أول أبناء ديفيد ولوسي ستانتون الأربعة، إدوين ماكماسترز، في 19 ديسمبر 1814 في ستوبينفيل، في أوهايو. كان التعليم الرسمي المبكر لإدوين يتألف من مدرسة خاصة ومدرسة للتعليم الديني تقع خلف مقر إقامة ستانتون، تسمى «الأكاديمية القديمة». عندما كان في سن العاشرة، نُقل إلى مدرسة يُدرِس فيها قسيس مشيخي. كان في العاشرة من عمره أيضًا عندما تعرض إدوين لأول نوبة ربو، وهو الداء الذي رافقه مدى الحياة، وأحيانًا إلى حد الاختلاج. أكد له الربو أنه لن يتمكن من المشاركة في أنشطة بدنية عالية، لذا وجد اهتمامًا بالكتب والشعر. كان يتردد إدوين إلى خدمات الكنيسة الميثودية ومدرسة يوم الأحد بانتظام. في سن الثالثة عشرة، أصبح ستانتون عضوًا كامل العضوية في الكنيسة الميثودية.
وفرت ممارسة ديفيد ستانتون الطبية حياة كريمة له ولأسرته. عندما توفي ديفيد ستانتون فجأةً في ديسمبر 1827 في مسكنه، تُرك إدوين والعائلة في حالة فقر معدم. فتحت والدة إدوين متجرًا في الغرفة الأمامية من مسكنهم، لتبيع اللوازم الطبية التي تركها زوجها، بجانب الكتب والقرطاسية وتموينات البقالة. أخرِج إدوين الشاب من المدرسة، وعمل في متجر لبيع الكتب المحلية.
بدأ ستانتون دراسته الجامعية في كلية كينيون التابعة للكنيسة الأسقفية الأمريكية في عام 1831. في كلية كينيون، شارك ستانتون في الجمعية الأدبية الفيلوماثية التابعة للكلية. كان ستانتون عضوًا في العديد من لجان الجمعية وكثيرًا ما شارك في ممارساتها ومناقشاتها. اضطر ستانتون إلى مغادرة كينيون في نهاية الفصل الدراسي الثالث لعدم توفر التمويل. في كينيون، كان دعمه لتصرفات الرئيس أندرو جاكسون خلال أزمة الإبطال عام 1832، وهو موضوع مثير للنقاش بين الفيلوماثيين، سببًا في دفعه إلى الانضمام إلى الحزب الديمقراطي. بالإضافة إلى ذلك، توطد هناك تحول ستانتون إلى الأسقفية، واشمئزازه من ممارسة العبودية. بعد كينيون، عمل ستانتون بائعًا للكتب في كولومبوس. كان ستانتون يأمل في الحصول على ما يكفي من المال لإكمال سنته الأخيرة في كينيون. غير أن راتبًا صغيرًا في محل بيع الكتب بدد الفكرة. سرعان ما عاد إلى ستوبنفيل لمتابعة دارسة القانون.

### بداية حياته المهنية وزواجه الأول
درس ستانتون القانون تحت وصاية دانيال كوليير استعدادًا لنقابة المحامين. حصل على إجازة الممارسة في عام 1835، وبدأ عمل في مكتب محاماة بارز في كاديز في أوهايو تحت إشراف تشونسي ديوي، وهو محام معروف. كثيرًا ما كان عمل المكتب التجريبي يقع على عاتقه.
في عمر الثمانية عشر، التقى ستانتون بماري آن لامسون في كنيسة التثليث الأسقفية في كولومبوس، وسرعان ما ارتبطا. بعد شراء منزل في كاديز، ذهب ستانتون إلى كولومبوس حيث كانت خطيبته. تمنى كل من ستانتون ولامسون أن يتزوجا في كنيسة التثليث الأسقفية، لكن مرض ستانتون جعل هذه الفكرة عديمة الجدوى. بدلًا من ذلك، أقيم الاحتفال في منزل قس كنيسة التثليث الأسقفية في 31 ديسمبر عام 1836. بعد ذلك، ذهب ستانتون إلى فرجينيا حيث كانت والدته وأخواته، ورافق النساء إلى كاديز، حيث عاشوا معه ومع زوجته.
بعد زواجه، أقام ستانتون شراكة مع المحامي والقاضي الفيديرالي بنجامين تابان. تزوجت شقيقة ستانتون أيضًا ابن تابان. في كاديز، كان لستانتون مكانة بارزة في المجتمع المحلي. عمل مع جمعية مناهضة للعبودية في المدينة، ومع صحيفة محلية، وهي سينتينل، في كتابة المقالات وتحريرها. في عام 1837، انتُخب ستانتون مدعيًا عامًا لمقاطعة هاريسون، على البطاقة الديمقراطية. علاوة على ذلك، سمحت ثروة ستانتون المتزايدة له بشراء قطعة أرض كبيرة في مقاطعة واشنطن، وعدة قطع في كاديز.

## محام صاعد (1839-1860)

### عودته إلى ستوبنفيل
توسعت علاقة ستانتون مع بنجامين تابان عندما انتُخب تابان عضو مجلس الشيوخ الأمريكي من أوهايو عام 1838. طلب تابان من ستانتون الإشراف على عملياته القانونية الواقع مقرها في ستوبينفيل. عندما انتهى وقته كمدع عام للمقاطعة، عاد ستانتون إلى البلدة مع زوجته. توسع عمل ستانتون في السياسة. عمل وكيلًا في المؤتمر الوطني للحزب الديمقراطي في بالتيمور عام 1840، وكان بارزًا في حملة مارتن فان بورين في انتخابات عام 1840 الرئاسية التي خسرها فان بورين.
في ستوبنفيل، أنجب ستانتون طفلين، ابنة في مارس 1840، أسموها لوسي لامسون، وابن أسموه إدوين لامسون في أغسطس 1842. في غضون أشهر من ولادة لوسي، أصيبت بمرض مجهول. وضع ستانتون عمله جانبًا وقضى الصيف بجوار سرير الطفلة لوسي.  توفيت في أواخر عام 1841. لكن إدوين كان بصحة جيدة ونشطًا. أنعشت ولادة الطفل إدوين الروح المعنوية في أسرة ستانتون بعد وفاة الطفلة لوسي. مع ذلك، عاد الحزن مرة أخرى إلى أسرة ستانتون في عام 1844. تُركت ماري ستانتون طريحة الفراش جراء حمى بليغة. استمرت حالتها في التدهور حتى توفيت في مارس عام 1844. يقول المؤرخان بنجامين بي. توماس وهارولد إم. هيمان أن حزن ستانتون «وصل إلى حد الجنون». أعاد دفن ماري مرارًا، وكما طلب منها أن تبدو كما كانت عندما تزوجا قبل سبع سنوات. في المساء، كان ستانتون يخرج من غرفته بعينين مليئتين بالدموع ويبحث في المنزل بشكل محموم مع مصباح، ويسأل «أين ماري؟».
أعاد ستانتون تجميع صفوفه وبدأ التركيز على قضاياه بحلول الصيف. كانت إحدى هذه القضايا الدفاع عن كالب جاي. ماكنالتي، الذي كان ستانتون يصفه سابقًا بأنه «زميل مجيد». فُصل ماكنالتي، وهو ديمقراطي، من استكتابه في مجلس النواب الأمريكي بالإجماع واتُهم بالاختلاس عندما فُقدت آلاف أموال المجلس. سارع الديمقراطيون، خشية إساءة سمعة حزبهم، إلى إطلاق صرخات صاخبة تطالب بمعاقبة ماكنالتي، واعتُبرت إدانته نتيجة حتمية. أتى ستانتون بناءً على طلب تابان بوصفه جهة الدفاع لماكنالتي. قدم ستانتون طلبًا لرفض اتهام ماكنالتي. استخدم العديد من التقنيات، ولصدمة قاعة المحكمة وإطرائها، قُدم الطلب مع إسقاط جميع التهم الموجهة إلى ماكنالتي. بما أن الصحف في مختلف أنحاء البلاد غطت كل تفاصيل القضية، تميز اسم ستانتون بصورة بارزة على مستوى البلاد.
بعد فضيحة ماكنالتي، افترق ستانتون وتابان مهنيًا. شكل ستانتون شراكة مع أحد طلابه السابقين، جورج ويث ماكوك من عائلة «ماكوكس المقاتلة». في بداية الحرب المكسيكية الأمريكية، سارع الرجال في جميع أنحاء البلاد إلى الالتحاق بالقوات البرية للولايات المتحدة، ومن بينهم ماكوك. ربما كان ستانتون سيلتحق أيضًا لولا مخاوف طبيبه من الربو. وضع تركيزه على القانون عوضًا عن ذلك. لم تعد ممارسة ستانتون في أوهايو فقط، بل توسعت إلى فرجينيا وبنسلفانيا. توصل إلى أن ستيوبينفيل لم تعد تثبت كفاءتها كمقر، ورأى بيتسبرغ الأنسب لقاعدته الجديدة. انضم إلى نقابة المحامين هناك في أواخر عام 1847.

## روابط خارجية
- إدوين ستانتون على موقع الموسوعة البريطانية (الإنجليزية)
- إدوين ستانتون على موقع إن إن دي بي (الإنجليزية)